# كين ليفين
كين ليفين (بالإنجليزية: Ken Levine)‏ هو المدير الإبداعي والمؤسس المشارك لشركة إراشينال جيمز. قاد عملية صنع لعبة بايوشوك التي حققت مبيعات بالملايين وحصلت على جائزة لعبة العام .

## أعمال
- بايوشوك
- بايوشوك 2
- بايوشوك إنفنت

## روابط خارجية
- كين ليفين على موقع IMDb (الإنجليزية)